# Scabrotrophon cerritensis
Scabrotrophon cerritensis är en snäckart som först beskrevs av Arnold 1903.  Scabrotrophon cerritensis ingår i släktet Scabrotrophon och familjen purpursnäckor. Inga underarter finns listade i Catalogue of Life.